# International German Open 2014
International German Open 2014 — тенісний турнір, що проходив на ґрунтових кортах у місті Гамбург, Німеччина з 14 липня. Належав до категорії ATP World Tour 500, був турніром серії Hamburg European Open 2014 року.

## Фінальна частина

### Одиночний розряд
Леонардо Маєр —  Давид Феррер 6–7(3–7), 6–1, 7–6(7–4)

### Парний розряд
Марін Драганя /  Флорін Мерджа —  Александер Пея /  Бруно Соарес 6–4, 7–5